# Ivan Bessonov
Ivan Alekseević Bessonov (in russo Ива́н Алексе́евич Бессо́нов?; San Pietroburgo, 24 luglio 2002) è un pianista e compositore russo, vincitore dell'Eurovision Young Musicians 2018.

## Biografia
Ivan Alekseević Bessonov nacque dalla violinista Marija Bessonova e dal compositore e ingegnere del suono Aleksej Grigor'ev. Cominciò a studiare piano all'età di sei anni, frequentò la scuola centrale di musica del conservatorio di Mosca, avendo come docente Valerij Pjaseckij. I suoi due fratelli minori, Daniil e Nikita Bessonov, studiarono violino, sempre alla Scuola centrale di musica di Mosca e furono anche loro vincitori di concorsi internazionali. Tutti insieme tengono concerti come trio.
Nel 2015 Ivan scrisse la sua prima colonna sonora cinematografica. Tiene diversi concerti come artista solista (in paesi come Austria, Germania, Italia, ecc.) e collabora con direttori d'orchestra quali Valery Gergiev, Vladimir Spivakov e Aleksandr Sladkovskij.
Nel 2019, fu il portavoce del voto della giuria russa all'Eurovision Song Contest 2019.

## Riconoscimenti
- 2015 - Gran premio del concorso Frédérique Chopin per giovani pianisti[7] a San Pietroburgo.
- 2016 - Partecipazione al concorso internazionale di A. Rubinštejn "Pianoforte in miniatura nella musica russa" di San Pietroburgo.
- 2016 - Primo premio al concorso "Giovani talenti" di San Pietroburgo.
- 2016 - Partecipazione al concorso "Denis Macuev" per giovani pianisti di Mosca.[8]
- 2017 - Primo premio al "Piano Passion" ad Astana.
- 2017 - Primo premio al concorso "Giovani talenti" di Mosca.
- 2018 - Partecipazione al concorso "Denis Macuev" per giovani pianisti di Mosca.[9]
- 2018 - Vincitore dell'Eurovision Young Musicians ad Edimburgo, in Scozia.[10]
- 2019 - "Scoperta dell'anno" al concorso internazionale di musica "BraVo" al Théâtre Bolchoï.[11]